# Редькін Петро Григорович
Петро́ Григо́рович Ре́дькін (1808, Ромни, нині Сумської області — 1891) — філософ права і педагог, геґельянець, видатний представник лібералізму.

## Біографія
Походив із малоземельного українського шляхетного роду. Вчився в Ніжинській гімназії (згодом ліцей), потім в університетах у Москві, Дерпті та Берліні. Професор енциклопедії права Московського (1835–1848) та Петербурзького (1863–1878; у 1873-1876 — його ректор) університетів, член Державної ради. Автор праць про філософію Геґеля («Обозрение Гегелевой логики» 1841 та інші) та цінної історії філософії права (лише античної доби) «Из лекций по истории философии права в связи с историей философии вообще» (І — VII, 1889-91). Педагогічні статті Редькіна були перевидані 1958 року в збірці "Избранные педагогические сочинения".